# Bad Köstritz
Bad Köstritz (bis 1926 nur Köstritz) liegt am Fluss Weiße Elster im thüringischen Landkreis Greiz und im thüringischen Vogtland nördlich von Gera. Bekannt ist die Landstadt durch das Köstritzer Schwarzbier.

## Geographie

### Stadtgliederung
Zur Stadt gehören neben dem Kernort (mit Pohlitz) die Ortsteile Gleina, Hartmannsdorf mit Dürrenberg sowie Reichardtsdorf.

### Nachbargemeinden
Angrenzende Gemeinden sind Caaschwitz und Kraftsdorf im Landkreis Greiz, Silbitz im Saale-Holzland-Kreis sowie die kreisfreie Stadt Gera.

## Geschichte

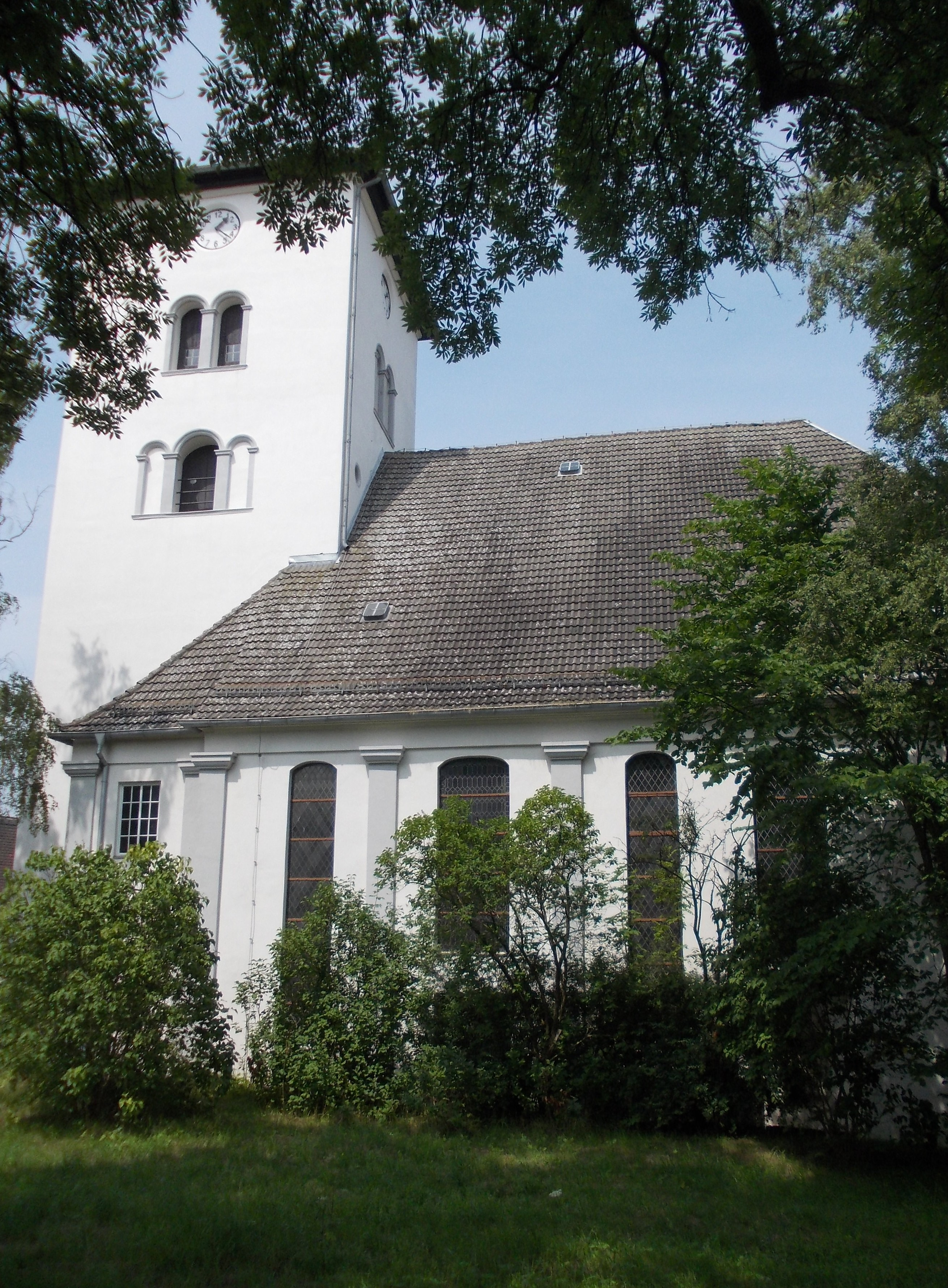
St. Leonhard (Bad Köstritz)

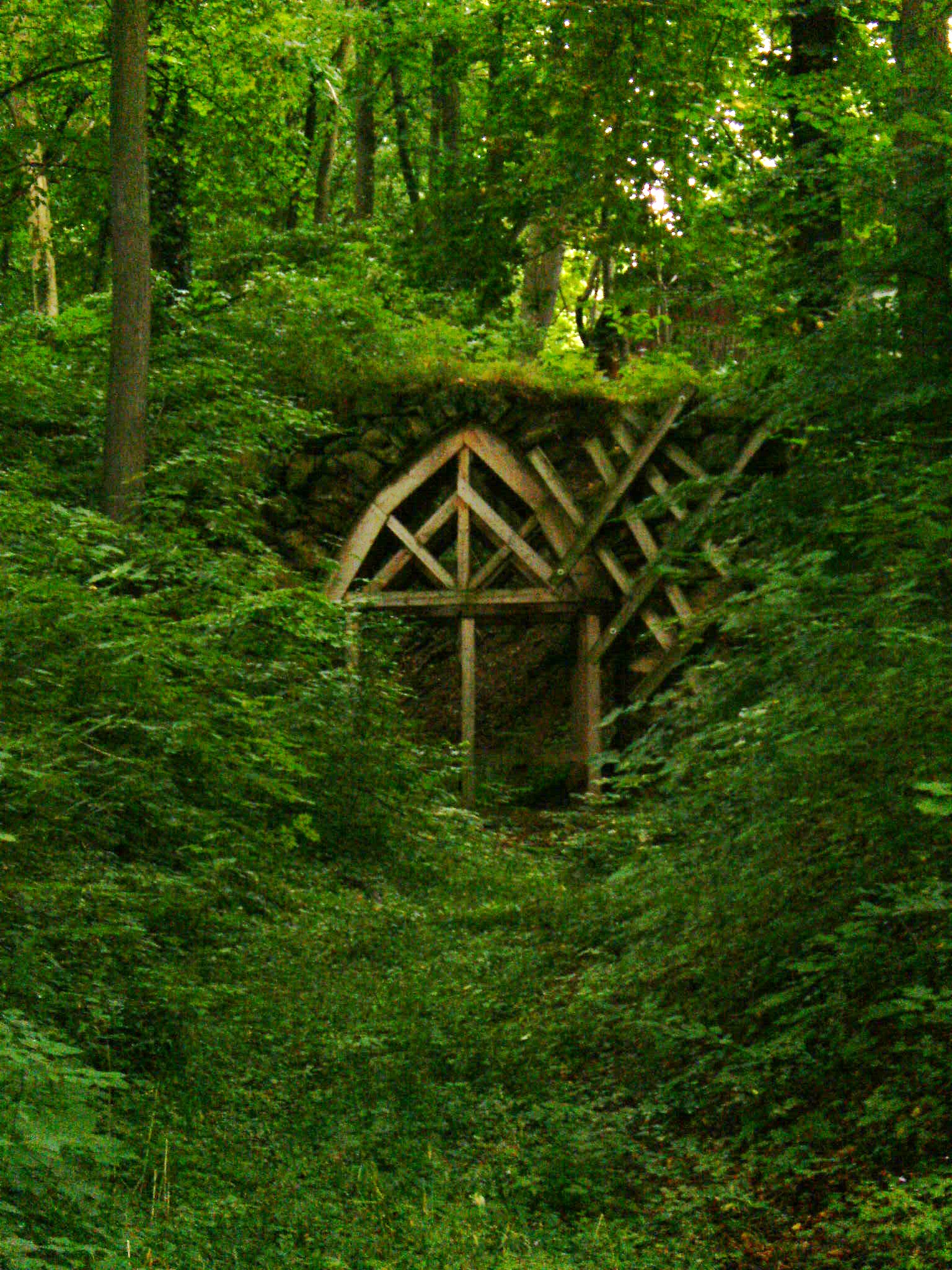
Im Landschaftspark

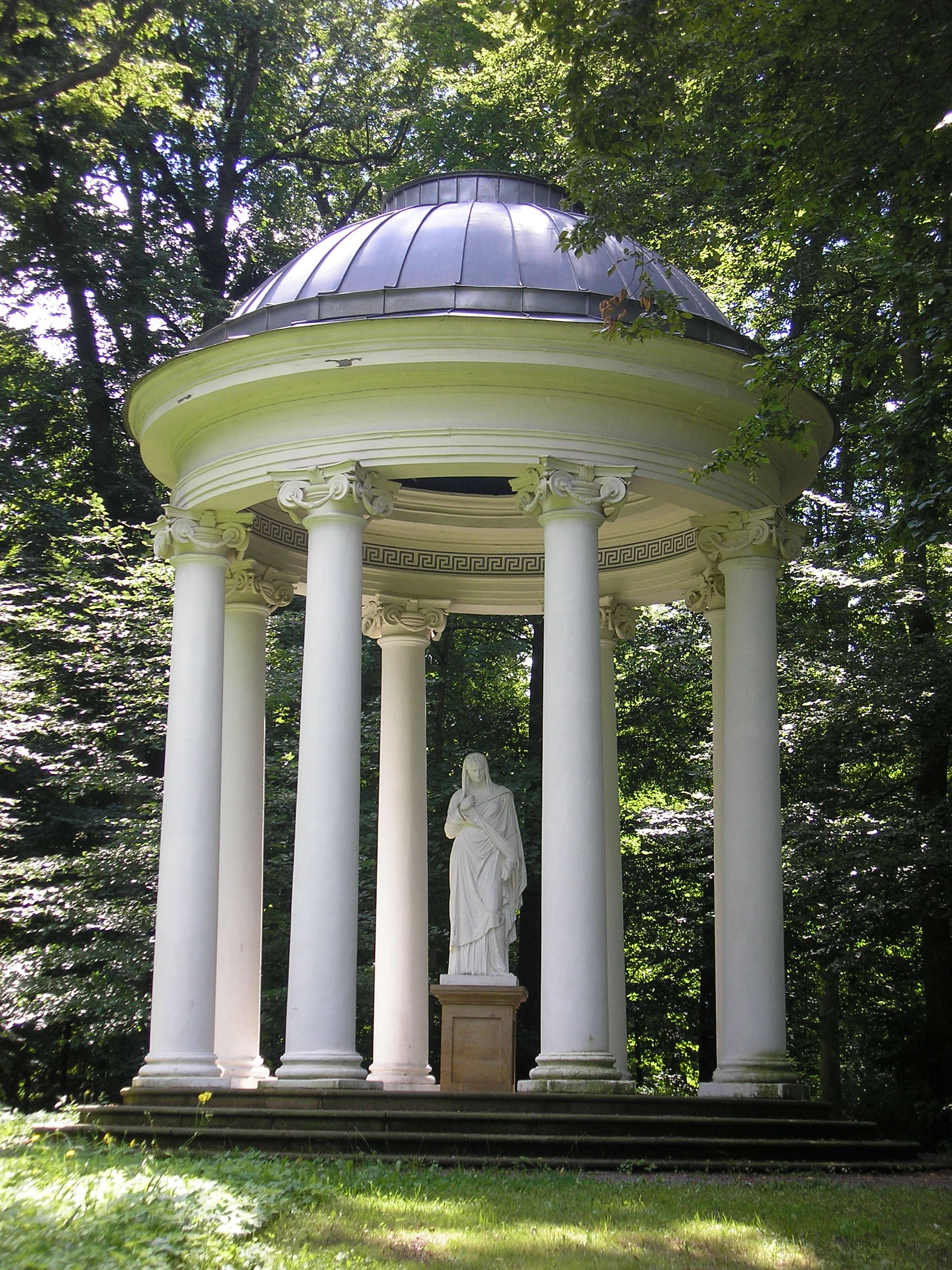
Ein Tempel im Park

Der Ort Köstritz fand als Kostricz, eine slawische Siedlungsgründung, erstmals auf einer Pfändungsurkunde 1364 Erwähnung. Eine Burg existierte seit Mitte des 13. Jahrhunderts. Sie lag wahrscheinlich auf dem Kirchberg. Von da hat man mit der Anlage das Tal der Elster und den Flussübergang kontrollieren und sichern können. Die Stadt ist aus zwei mittelalterlichen Herrensitzen hervorgegangen.
Zunächst gehörte die Stadt zur Markgrafschaft Meißen, 1364 kam Köstritz an die Reußen. 1689 bis 1704 wurde anstelle der Burg ein neues Schloss errichtet. Im Jahre 1690 gründen die reußischen Grafen von Schleiz (das Haus Reuß jüngerer Linie) für einen Seitenzweig Reuß-Schleiz-Köstritz das Paragium Reuß-Köstritz, das bis 1918 bestand.
Um 1804 wurde in der Elster-Aue der Schlosspark im Stil eines englischen Landschaftsgartens gestaltet.
Seit 1543 wurde das gewerbemäßige „Ausschenken“ von Bier der Fürstlich-Reußschen Bierbrauerei in der unteren Schenke (heute: Goldener Löwe) erlaubt. Der Dahlienzüchter Christian Deegen gründete 1826 eine Gärtnerei und leitete damit den Ruf des Ortes als Blumenstadt ein. Christian Glenck eröffnete 1831 auf der Pohlitzer Flur die Saline Heinrichshall, die allerdings 1909 ihre Produktion einstellte und mit der 1845 errichteten Chemischen Fabrik vereinigt wurde. Im Jahre 1845 richtete Adolf Sturm eine Badeanstalt ein, die 1865 durch Neubau eines Kurhauses und Umwandlung in eine Aktiengesellschaft bedeutend erweitert wurde. Das landwirtschaftliche Institut des Hans Settegast siedelte sich 1886 in Köstritz an. Daraus entwickelte sich mit einem 1903 errichteten Institutsgebäude die Höhere Gärtner-Lehranstalt, die 1943 für ein Lazarett ausgelagert und 1945 geschlossen wurde. An dieser Lehranstalt legte u. a. Ferdinand Tutenberg sein Examen ab. Das Gebäude selbst wurde nach dem Krieg aufgrund der Zerstörungen und den, in der Folge der Umsiedlungen, stark gestiegenen Schülerzahlen als allgemeinbildende Schule genutzt und 1965 entsprechend den Vorstellungen der Zeit umgebaut.
Im Jahre 1911 wurde das neue Thüringer Frauenasyl am Goldbach eingeweiht. In Pohlitz entstand 1912 ein neues Schulgebäude. Im Jahre 1919 wurde mit der Erschließung der Gebind als Wohnungsbaugebiet begonnen. Ab 1926 durfte der Ort sich Bad Köstritz nennen. Das Thüringer Ministerium verlieh ihm dann 1927 offiziell das Stadtrecht. Im Jahre 1933 begann die Elsterregulierung von Gera-Thieschitz über Bad Köstritz bis Caaschwitz, mit ihr in Verbindung standen erste große Veränderungen im Köstritzer Park. Es folgte der Bau eines Freibades mit 5-m-Sprungturm 1936 im Zusammenhang mit der Elsterregulierung am Paradies.
Seit Beginn des Zweiten Weltkrieges 1939 mussten Zwangsarbeiter aus den von Deutschland besetzten Ländern im kriegswichtigen Chemiewerk und in der Schwarzbierbrauerei Zwangsarbeit leisten. Im Jahre 1942 wurde der ehemalige Leiter des Thüringer Frauenasyls Werner Sylten in der NS-Tötungsanstalt Hartheim in Oberösterreich ermordet. Ab 1943 war Bad Köstritz Lazarettstadt. In der Nacht zum 13. April 1945 wurde eine Kolonne von Häftlingen des KZ Buchenwald auf einem Todesmarsch durch den Ort getrieben, wobei die SS 43 Häftlinge umbrachte. Die zunächst an verschiedenen Stellen Verscharrten wurden auf den Friedhof umgebettet und mit einer Gedenkanlage geehrt. Ein Gedenkstein an der Staatlichen Regelschule in der Hergerstraße erinnert ebenfalls an sie.
Im April 1945 besetzten US-Truppen die Kleinstadt, Anfang Juli wurden sie von der Roten Armee abgelöst. Damit war Bad Köstritz in die Sowjetische Besatzungszone eingegliedert, ab 1949 in die DDR.
1948 wurde die Fürstliche Brauerei verstaatlicht. Im Jahre 1948 konnte die Wiedereröffnung des Kurhauses als Rheumasanatorium begangen werden. 1953 wurde eine Brücke des Friedens über die Elster mit ca. 80 Metern Bauwerkslänge im Zuge einer neuen Fernverkehrsstraße durch den Park eingeweiht – die erste Großbaustelle der Stadt nach 1945. 1969 wurde der Westflügel des Schlosses abgerissen, 1972 der Hauptflügel. Das erste gemeinsame Dahlienfest des Gemeindeverbandes Bad Köstritz wurde 1979 im Park gefeiert. Im Jahre 1985 erfolgte die Rekonstruktion und Neueinweihung der Heinrich-Schütz-Gedenkstätte anlässlich des 400. Geburtstages des Komponisten.
1990 wurde das Kurhaus geschlossen und sieben Jahre später abgerissen. Das Wohngebiet Am Rosenhügel sowie die Wohnparks Am Birkenhain und Am Erlicht wurden seit 1993 errichtet. Das modernisierte Freizeit- und Erholungsbad und eine Beach-Volleyball-Anlage wurden 1998 eröffnet. Ein Jahr später folgte die Eröffnung der Seniorenresidenz Karlskrona auf dem Gelände des ehemaligen Kurhauses.

### Eingemeindungen
Am 1. Januar 1994 wurden Reichardtsdorf und Gleina (bei Bad Köstritz) eingemeindet. Zum 1. Januar 2023 folgte Hartmannsdorf.

### Einwohnerentwicklung
Entwicklung der Einwohnerzahl (ab 31. Dezember 1994):
| - 1849: 1.337 - 1885: 1.756 - 1933: 2.489 - 1939: 2.550 - 1994: 3.472 - 1995: 3.547 - 1996: 3.615 | - 1997: 3.694 - 1998: 3.750 - 1999: 3.922 - 2000: 3.965 - 2001: 4.001 - 2002: 4.003 - 2003: 3.964 | - 2004: 3.998 - 2005: 3.964 - 2006: 3.916 - 2007: 3.855 - 2008: 3.777 - 2009: 3.732 - 2010: 3.743 | - 2011: 3.707 - 2012: 3.642 - 2013: 3.633 - 2014: 3.613 - 2015: 3.628 - 2016: 3.593 - 2017: 3.571 | - 2018: 3.513 - 2019: 3.514 - 2020: 3.461 - 2021: 3.389 - 2022: 3.365 - 2023: 3.672² |

 Datenquelle ab 1994: Thüringer Landesamt für Statistik
² durch Eingemeindung von Hartmannsdorf gestiegen

## Politik

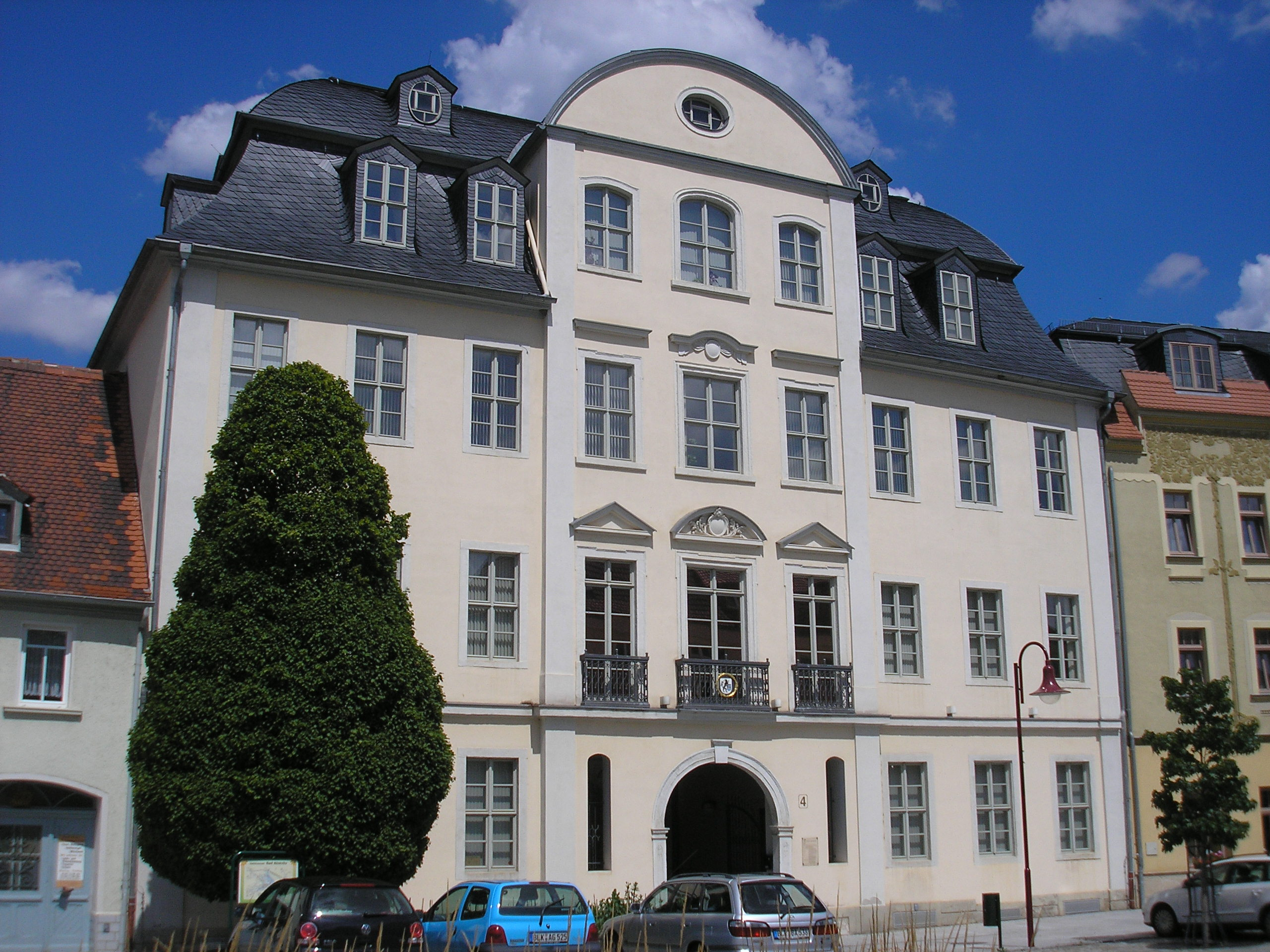
Das Palais im Stadtzentrum, heute Sitz der Stadtverwaltung

Bad Köstritz ist erfüllende Gemeinde von Caaschwitz.

### Stadtrat
Nach der Kommunalwahl vom 26. Mai 2024 setzt sich der Stadtrat wie folgt zusammen:
| Partei    | Sitze  | Sitzverteilung im Stadtrat Bad KöstritzInsgesamt 16 Sitze - Linke: 1 - FW: 9 - CDU: 6 |
| FWG-UH    | 9 (+3) | Sitzverteilung im Stadtrat Bad KöstritzInsgesamt 16 Sitze - Linke: 1 - FW: 9 - CDU: 6 |
| CDU       | 6 (−1) | Sitzverteilung im Stadtrat Bad KöstritzInsgesamt 16 Sitze - Linke: 1 - FW: 9 - CDU: 6 |
| DIE LINKE | 1 (−2) | Sitzverteilung im Stadtrat Bad KöstritzInsgesamt 16 Sitze - Linke: 1 - FW: 9 - CDU: 6 |

### Bürgermeister
Der hauptamtliche Bürgermeister Oliver Voigt (FWG) wurde am 25. April 2021 gewählt. Zuvor war seit 2003 Dietrich Heiland (CDU) im Amt.

### Partnerschaften
- Stadt Bad Arolsen in Hessen
- Stadt Bitburg in Rheinland-Pfalz
- Stadt Huamantla in Tlaxcala, Mexiko[7]
- Patenkompanie 1./Panzerpionierbataillon 701 aus Gera (seit 2007)

## Kultur und Sehenswürdigkeiten

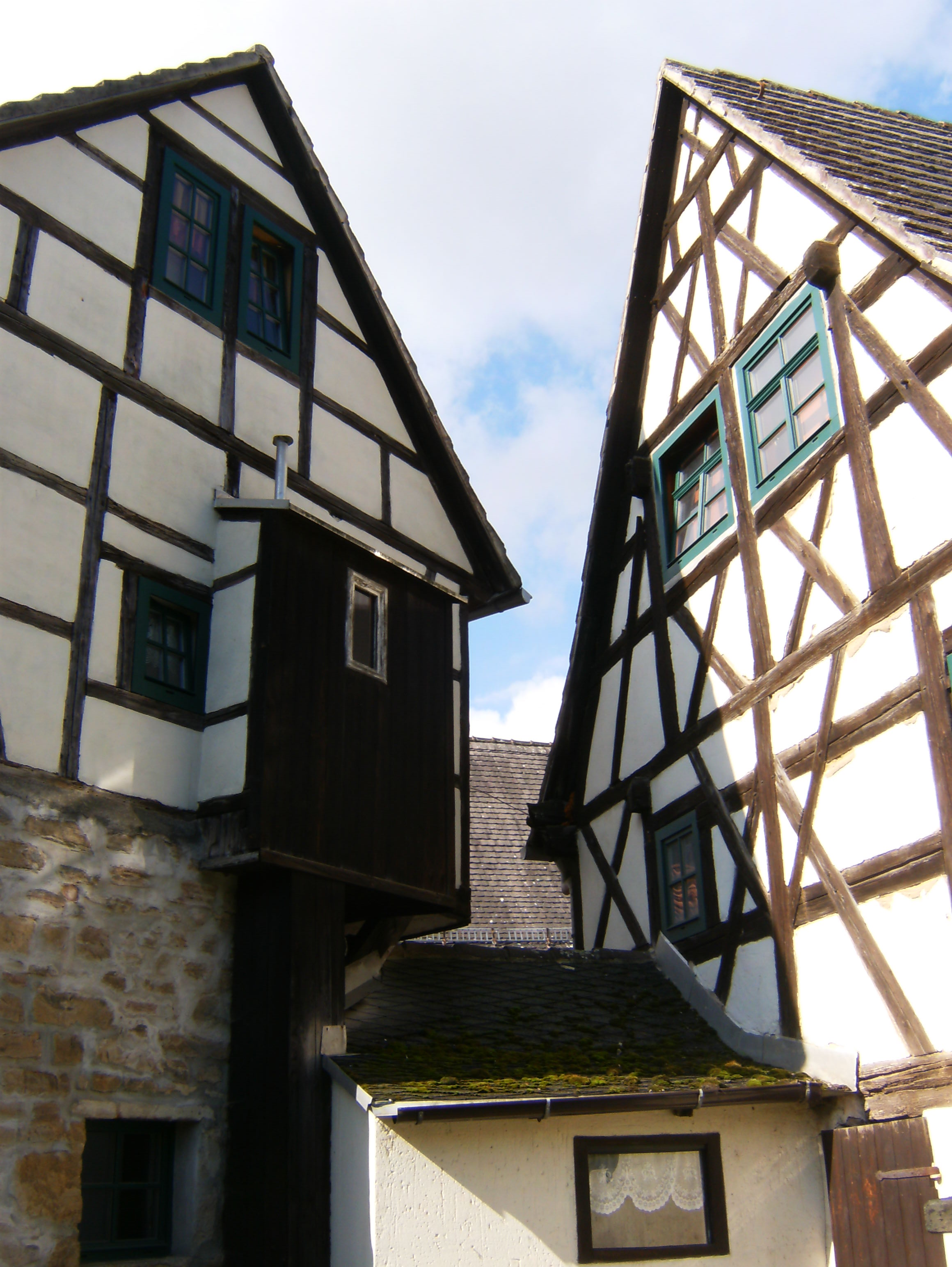
Fachwerk

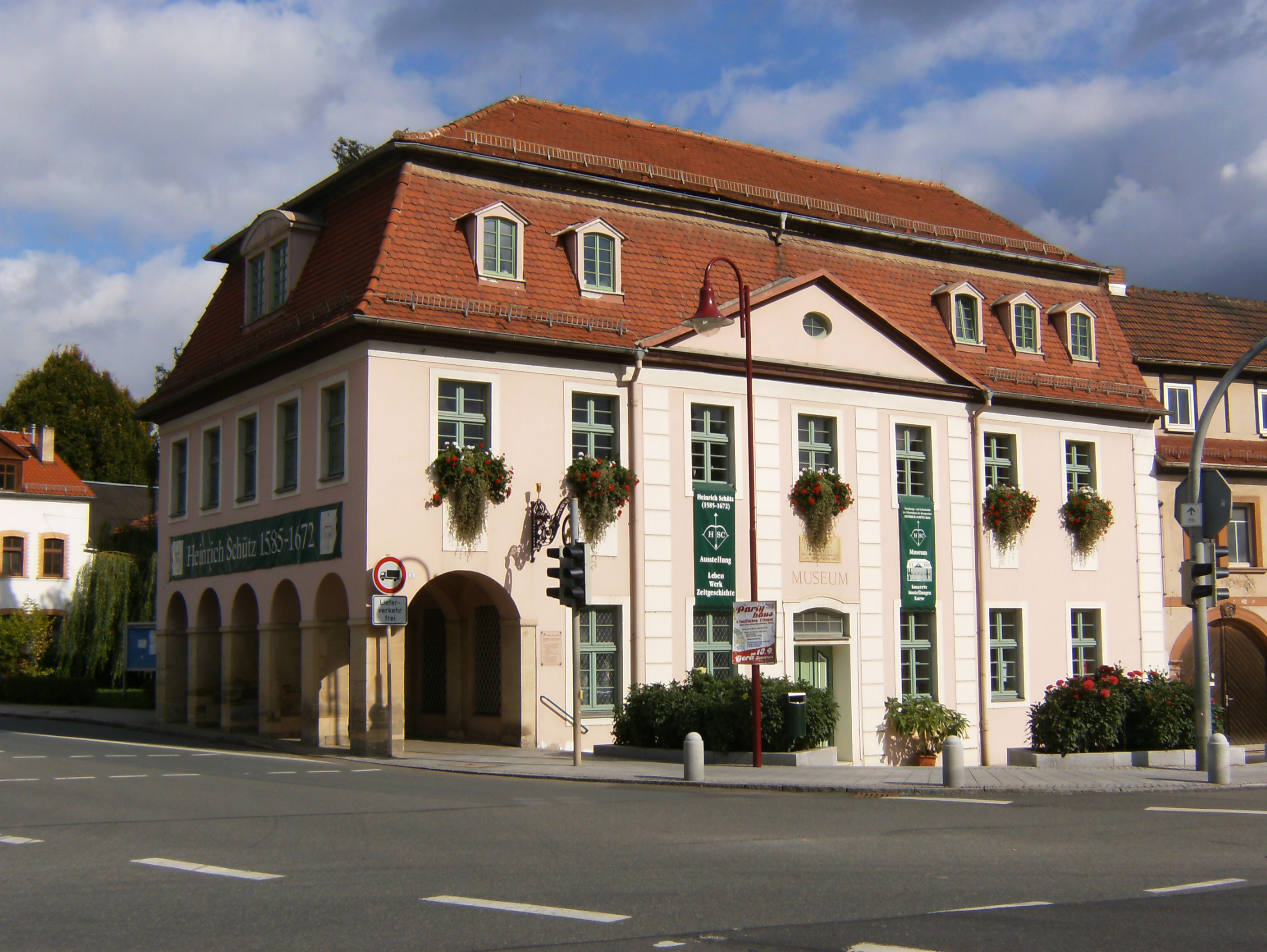
Heinrich-Schütz-Haus

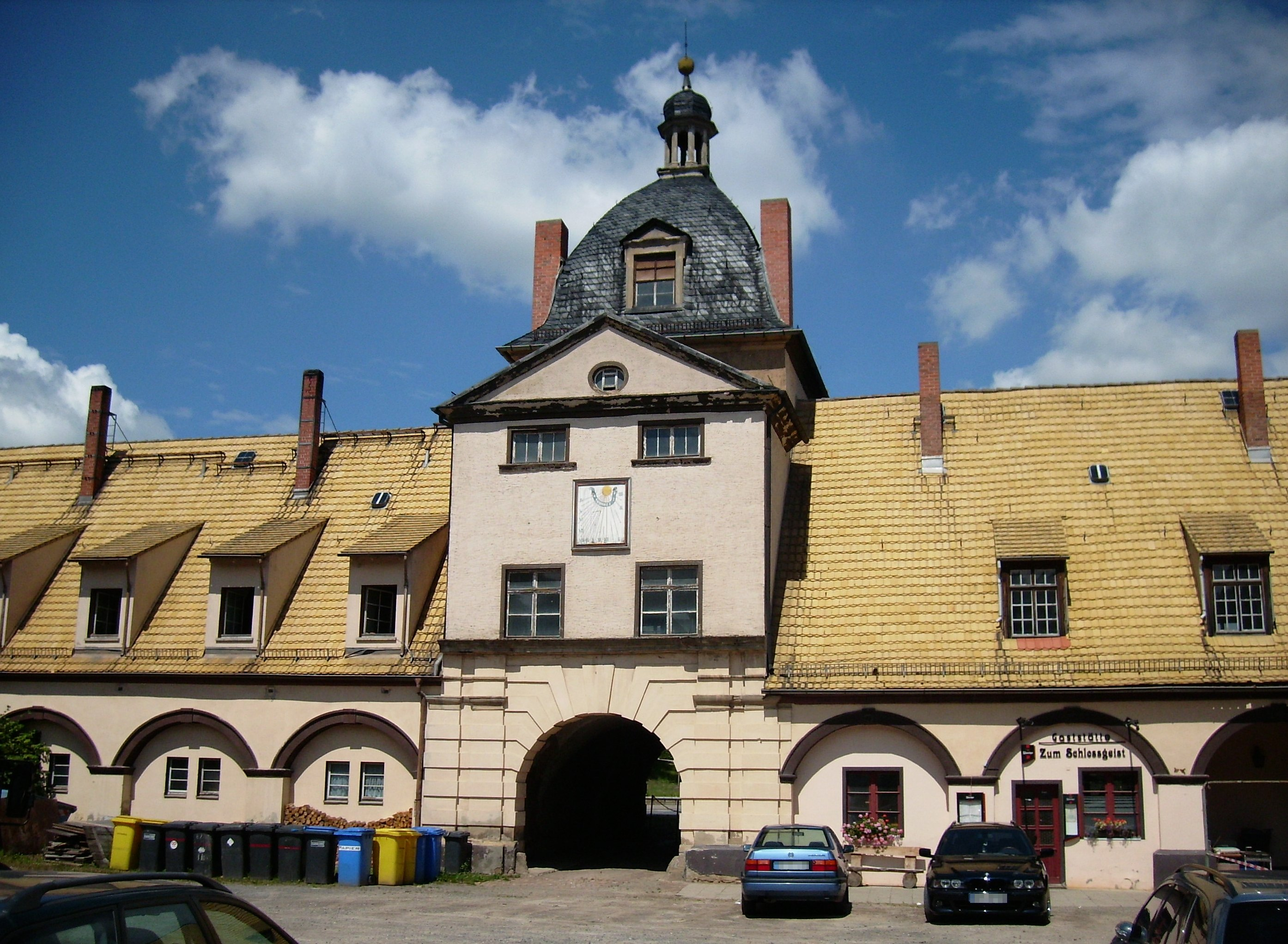
Torbau des 1969–72 zerstörten Schlosses

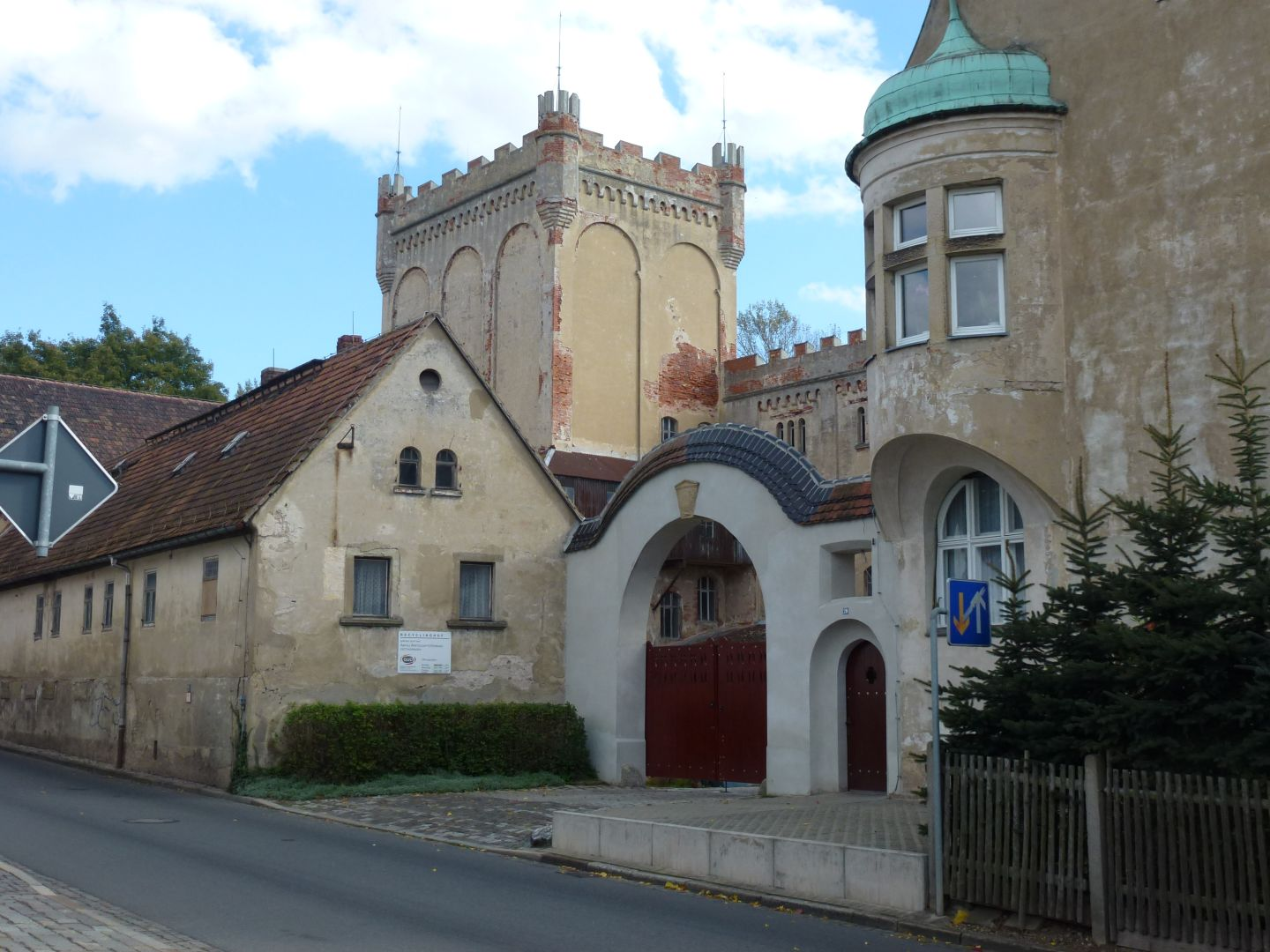
Roggenmühle

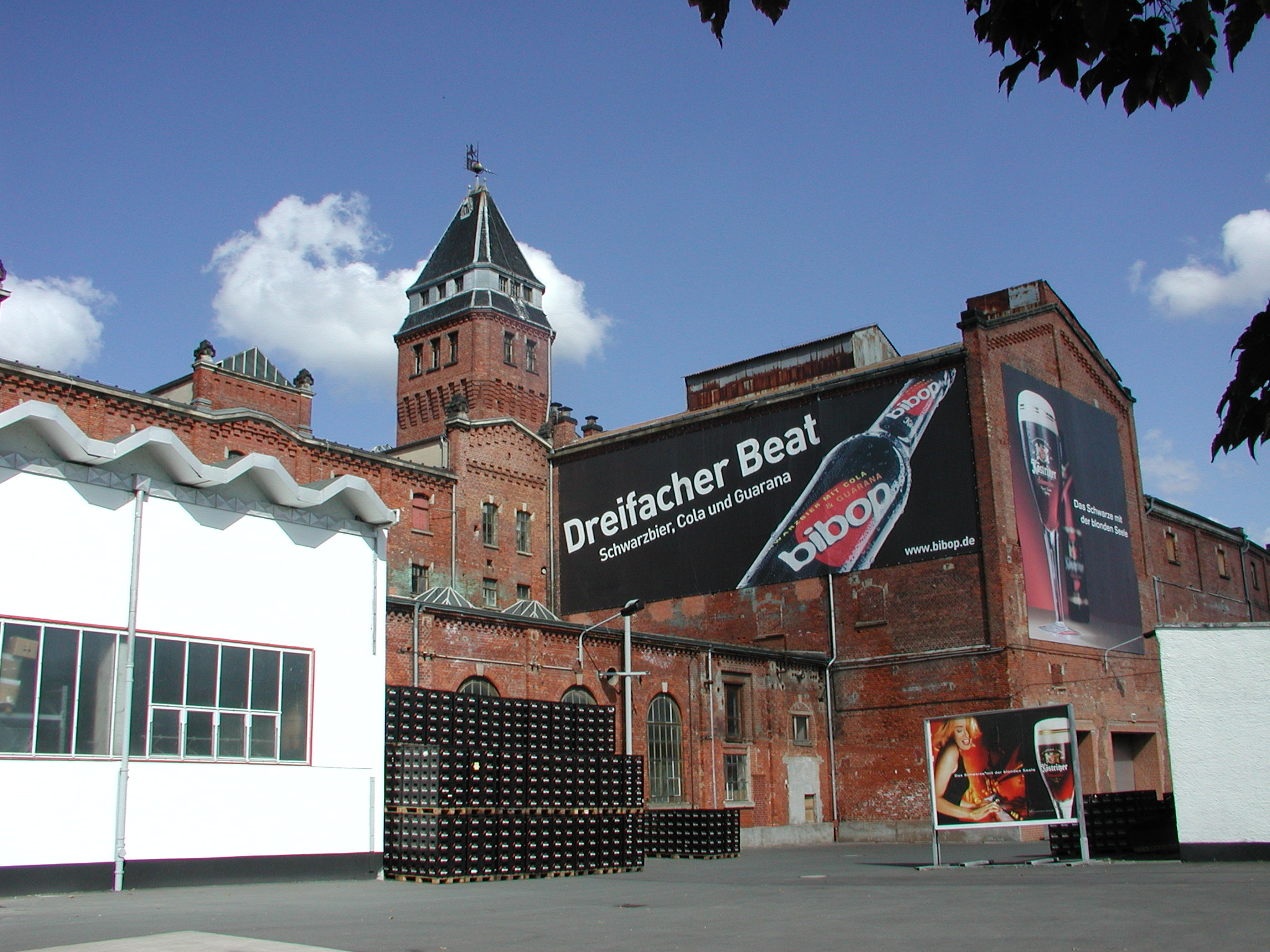
Portal der Brauerei in Köstritz

In Bad Köstritz beginnt die Reußische Fürstenstraße, sie endet in der Kurstadt Bad Lobenstein.

### Bauwerke
Die Stadt kann viele sehr gut erhaltene Fachwerkbauten vorweisen.
Von der früheren Vierseitenanlage des Schlosses wurde der größte Teil zur DDR-Zeit abgetragen.
Die Roggenmühle wurde bislang noch nicht restauriert.

### Museen
Die bedeutendste Sehenswürdigkeit ist das Heinrich-Schütz-Haus. Es wurde 1985 als Forschungs- und Gedenkstätte begründet und im Jahre 2000 saniert. Hier findet sich eine Dauerausstellung für den Komponisten. Neben seiner musealen und wissenschaftlichen Funktion versteht sich das Haus auch als ein Ort der Musikdarbietung – der eigene Konzertraum bietet 50 Besuchern dafür Platz. Das Haus ist zudem Treffpunkt der Schütz-Akademie e. V., ein Kulturverein, der sich mit der Lebenskultur des 17. Jahrhunderts beschäftigt.
In der Mansarde des Köstritzer Palais, dem heutigen Sitz der Stadtverwaltung, wurde 2003 ein Julius-Sturm-Gedenkzimmer eingerichtet. Bereits von 1918 bis 1945 hatte ein solches existiert.
Im Zentrum der Stadt hinter dem Haus des Gastes befindet sich das Dahlien-Zentrum Bad Köstritz. Dort findet eine Dauerausstellung mit Themen zur Dahlie statt. Im Sommerhalbjahr kann man sich im dahinterliegenden Schau- und Lehrgarten Naturarten von Dahlien, alte Sorten und Neuzüchtungen ansehen. Es beherbergt das Deutsche Dahlien-Archiv.

### Parks und Gärten
- Im denkmalgeschützten ehemaligen Schlosspark befindet sich ein kleines Tiergehege.
- Das Rosarium, der ehemalige Kurpark, befindet sich gegenüber der heutigen Seniorenresidenz.
- Hinter dem Dahlien-Zentrum Bad Köstritz liegt der Schau- und Lehrgarten für Dahlien.

### Sport
Der Köstritzer Werfertag ist seit 1995 ein jährliches Sportereignis, bei dem die besten deutschen Sportler in den Wurfdisziplinen der Leichtathletik (Diskuswurf, Kugelstoßen, Speerwurf u. a.) an den Start gehen.

### Regelmäßige Veranstaltungen
- Dahlienfest im September
- Heinrich-Schütz-Musikfest im Oktober

## Wirtschaft und Infrastruktur

### Verkehr
Östlich um die Stadt herum führt die Bundesstraße 7, über die in etwa 6 km Entfernung die Anschlussstelle Gera der Bundesautobahn 4 zu erreichen ist. Ebenfalls im Osten der Stadt befindet sich der Bahnhof an der Bahnstrecke Leipzig–Gera–Saalfeld, an dem Regionalbahnen und -expresse halten.
Der straßengebundene Öffentliche Personennahverkehr wird durch die RVG Regionalverkehr Gera/Land mit 2 Taktlinien und einer Schulbuslinie bedient. Die Linien 203 und 204 bilden unter der Woche zusammen einen Halbstundentakt nach Gera und Zweistundentakte nach Hermsdorf und Eisenberg. Am Wochenende gibt es neben dem Zweistundentakt nach Eisenberg einen Stundentakt nach Gera.
| Linie | Linienverlauf                                              | Taktung (Mo–Fr)                                                                                |
| ----- | ---------------------------------------------------------- | ---------------------------------------------------------------------------------------------- |
| 203   | Gera – Bad Köstritz – Crossen – Eisenberg                  | Halbstundentakt (Gera – Bad Köstritz) mit Linie 204 Zweistundentakt (Bad Köstritz – Eisenberg) |
| 204   | Gera – Bad Köstritz – Bad Klosterlausnitz – Hermsdorf      | Halbstundentakt (Gera – Bad Köstritz) mit Linie 203 Zweistundentakt (Bad Köstritz – Hermsdorf) |
| 205   | Gera / Bad Köstritz – Rüdersdorf – Harpersdorf – Oberndorf | Schülerverkehr                                                                                 |

Durch Bad Köstritz führt der Elster-Radweg.

### Ansässige Unternehmen
- Die Köstritzer Schwarzbierbrauerei GmbH ist eine der ältesten Schwarzbierbrauereien Deutschlands.
- Das Chemiewerk Bad Köstritz liegt im Gewerbegebiet Heinrichshall.
- Die Biogasanlage in Bad Köstritz erzeugt Biogas aus jährlich bis zu 60.000 Tonnen Bioabfall der Lebensmittelindustrie und Gastronomie.

### Wasserver- und Abwasserentsorgung
Die Stadt Bad Köstritz ist Mitglied im Zweckverband Wasser / Abwasser Mittleres Elstertal. Dieser übernimmt für Bad Köstritz die Trinkwasserversorgung und Abwasserentsorgung.

### Öffentliche Einrichtungen
In Bad Köstritz befindet sich die Thüringer Landesfeuerwehr- und Katastrophenschutzschule.

## Persönlichkeiten

### Söhne und Töchter der Stadt
- Heinrich Schütz (1585–1672), deutscher Komponist des Frühbarock
- Heinrich IX. Reuß zu Köstritz (1711–1780), Stifter des mittleren reußischen Zweiges Köstritz
- Johann Friedrich Scheuchler (um 1740–1791), deutscher Beamter
- Heinrich LII. Reuß (1763–1851), General der königlich bayerischen Armee
- Heinrich LXI. Reuß zu Köstritz (1784–1813), Graf und Erbprinz Reuß zu Köstritz
- Heinrich LXIV. (Reuß-Köstritz) (1787–1856), Fürst Reuß zu Köstritz
- Heinrich LXIX. (1792–1878), Standesherr
- Christian Friedrich Hercher (1799–1858), deutscher Gutsbesitzer und Politiker
- Heinrich II. Reuß zu Köstritz (1803–1852), deutscher Adliger aus dem Hause Reuß-Köstritz
- Ernst Herger (1812–1880), deutscher Gärtner
- Julius Sturm (1816–1896), bedeutender deutscher Dichter der Spätromantik, Pfarrer in Köstritz von 1856 bis 1885, Ehrenbürger von Köstritz 1885
- Gustav von Hüfner (1840–1908), deutscher Chemiker
- Heinrich XLVII. Reuß zu Köstritz (1856–1833), Regierungspräsident in Breslau
- Heinrich Sturm (1860–1917), deutscher Jurist, Politiker und von 1908 bis 1917 Oberbürgermeister der Stadt Chemnitz
- Johannes Kessler (1865–1944), evangelischer Pfarrer und Autor mehrerer patriotischer Werke
- Carl-Theo Ehlers (1925–2006), deutscher Mediziner und Hochschullehrer
- Klaus Münster (* 1935), deutscher Schauspieler
- Eckehard Deegen (1941–2009), deutscher Veterinärmediziner
- Udo R. Follert (* 1943), deutscher Kirchenmusiker

### Persönlichkeiten, die in Köstritz gewirkt haben
- Georg Anton Benda (1722–1795), deutsch-böhmischer Kapellmeister und Komponist, verbrachte seine letzten Lebensjahre in Köstritz
- Christian Deegen (1798–1888), begründete 1826 in Köstritz die deutsche Dahlienzüchtung
- Hans Settegast (1852–1936), ab 1886 Leiter der höheren landwirtschaftlichen Lehranstalt in Köstritz
- Werner Sylten (1893–1942), deutscher evangelischer Theologe
- Ingeborg Stein (1934–2020), Gründerin und erste Direktorin der Heinrich Schütz-Akademie Bad Köstritz (1984–1999), also des Heinrich-Schütz-Hauses in Bad Köstritz

## Filme
- ARD, MDR: Thüringen – Bilderbuch Deutschland – Von der oberen Saale zur Reussischen Fürstenstrasse; UAP Video GmbH; Leipzig 2005; DVD, Europe-Pal, 4:3